# Drafi Deutscher
Drafi Deutscher, celým jménem Drafi Franz Richard Deutscher (9. května 1946, Berlín – 9. června 2006, Frankfurt nad Mohanem) byl německý zpěvák, skladatel a producent sintského původu. Jeho otcem, kterého nikdy nepoznal, byl klavírista maďarského původu Drafi Kálman, podle Drafiho vlastních údajů synovec maďarského operetního skladatele Imreho Kálmana.[zdroj?] Matkou byla berlínská ošetřovatelka Margarete Lehmann.
Na hudební dráhu nastoupil v roce 1963 singlem Teeny. Jeho největšími úspěchy byl singl Marmor, Stein und Eisen bricht z roku 1965, který se v Německu a v Rakousku dostal na první místo hudebních hitparád a hit "Guardian Angel", který složil a nazpíval pod pseudonymem "Masquerade". Složil také několik písniček například pro skupinu Boney M., Tonyho Christie nebo Nina de Angelo.

## Diskografie
- Shake Hands! Keep Smiling!, 1964
- Drafi!, 1966
- Weil ich Dich liebe, 1971
- Die Welt von heut' (skupina "Wir"), 1972
- Gute Tage & Schlechte Tage, 1973
- Happy Rummel Music (jako "Mr. Walkie Talkie"), 1977
- Lost In New York City, 1981
- Drafi, 1982
- Guardian Angel (jako "Masquerade"), 1983
- Krieg der Herzen, 1985
- Gemischte Gefühle, 1986
- Deep From The Heart (s Oliverem Simonem jako "Mixed Emotions"), 1987
- Diesmal für immer, 1987
- Just For You (s Oliverem Simonem jako "Mixed Emotions"), 1988
- Steinzart - Die besten Jahre, 1988
- Lost In New York City (Remix), 1989
- Über Grenzen geh'n, 1989
- Side By Side (s Andreasem Martinem jako "New Mixed Emotions"), 1991
- Wie Ebbe und Flut, 1992
- So viele Fragen, 1996
- Zukunft, 1998
- We Belong Together (s Oliverem Simonem jako "Mixed Emotions"), 1999
- Wer war Schuld daran, 2002
- Diesseits von Eden - Die große Drafi Deutscher Hit-Collection, 2006
- The Last Mile, 2007